# Гломба, Роман Михайлович
Роман Михайлович Гломба (род. 2003) — украинский военный. Участник отражения вторжения России на Украину. Герой Украины (2022)

## Биография
Родился в 2003 году. С 2022 года присоединился к Вооруженным силам Украины, а также стал оборонять Украину от вторжения России. По утверждению украинской стороны, Иван сбил множество российских самолётов, за это получил в 19 лет звание Герой Украины.  

## Награды
- Герой Украины с вручением ордена Золотая Звезда (20.06.2022) за личное мужество и героизм, проявленные в защите государственного суверенитета и территориальной целостности Украины.[1]
- Орден «За мужество» (24.05.2022)[2]